# گمینا گیراوتوویتسه
گمینا گیراوتوویتسه (به لهستانی:  Gmina Gierałtowice) یک گمینا در لهستان است که در شهرستان گلیویتسه واقع شده‌است. گمینا گیراوتوویتسه ۳۹ کیلومتر مربع مساحت و ۱۰٬۶۸۰ نفر جمعیت دارد.